# Erts
Pour le satellite ERTS, voir Programme Landsat.
Erts (prononcé en catalan : /ˈɛrts/) est un village d'Andorre situé dans la paroisse de La Massana, qui comptait 529 habitants en 2017.

## Toponymie
Le toponyme Erts serait d'origine pré-romane bascoïde, et proviendrait de ertz qui signifie « versant ». Différentes formes anciennes du toponyme sont attestées : Ercx, Ers et Erz.

## Géographie

### Localisation
Situé au confluent du riu d'Arinsal et du riu de Pal à une altitude de 1 340 m, le village d'Erts est également le point d'entrée vers deux vallées. La vallée d'Arinsal s'ouvre au nord desservie par la route CG-5, tandis que la vallée de Pal s'ouvre à l'ouest desservie par la route CG-4 qui se poursuit jusqu'à la frontière espagnole. Cette même route CG-4 relie également Erts à La Massana au sud-est (2,5 km). Le village se trouve à 8,5 km de la capitale Andorre-la-Vieille.
Sur le plan orographique, le village d'Erts est dominé au nord par le Pic del Solà d'Erts (1 980 m), au sud par le Roc de l'Àliga (1 625 m) et à l'ouest par le Pic de Palomer (2 072 m).

### Climat
| Mois                              | jan. | fév. | mars | avril | mai   | juin | jui. | août | sep. | oct. | nov. | déc. | année |
| --------------------------------- | ---- | ---- | ---- | ----- | ----- | ---- | ---- | ---- | ---- | ---- | ---- | ---- | ----- |
| Température minimale moyenne (°C) | −2,8 | −2,7 | −0,6 | 1,3   | 5     | 8,6  | 11   | 10,8 | 7,9  | 4,7  | 0,6  | −1,8 | 3,5   |
| Température moyenne (°C)          | 1,8  | 2,5  | 5,1  | 6,6   | 10,3  | 14,4 | 17,4 | 17,1 | 13,7 | 9,7  | 5,3  | 2,3  | 8,9   |
| Température maximale moyenne (°C) | 6,6  | 7,9  | 10,9 | 12    | 16,1  | 20,3 | 24,3 | 23,9 | 20   | 15,3 | 10,3 | 6,4  | 14,5  |
| Précipitations (mm)               | 64,3 | 37,6 | 50,1 | 85,3  | 101,2 | 90,5 | 66,7 | 83,3 | 86   | 85,3 | 91,3 | 74,8 | 916,3 |

## Patrimoine et activités
- Dans le village se trouve l'église Sant Romà d'Erts datant du XVIIIe siècle[9].
- Le village d'Erts est situé à quelques centaines de mètres du parc naturel des vallées du Coma Pedrosa[7]. Ce parc d'une superficie de 1 543 ha, abritant les plus hauts sommets du pays, est l'un des principaux sites naturels protégés d'Andorre[10].
- La via ferrata Roc de la Coma d'Erts, longue de 435 m est à un quart d'heure de marche du village[11].
- Pour les cyclotouristes, des ascensions intéressantes sont possibles au départ de Erts, notamment celle du port de Cabús[12]. Le village est également le site où l'entreprise andorrane de cycles Commencal s'est installée.

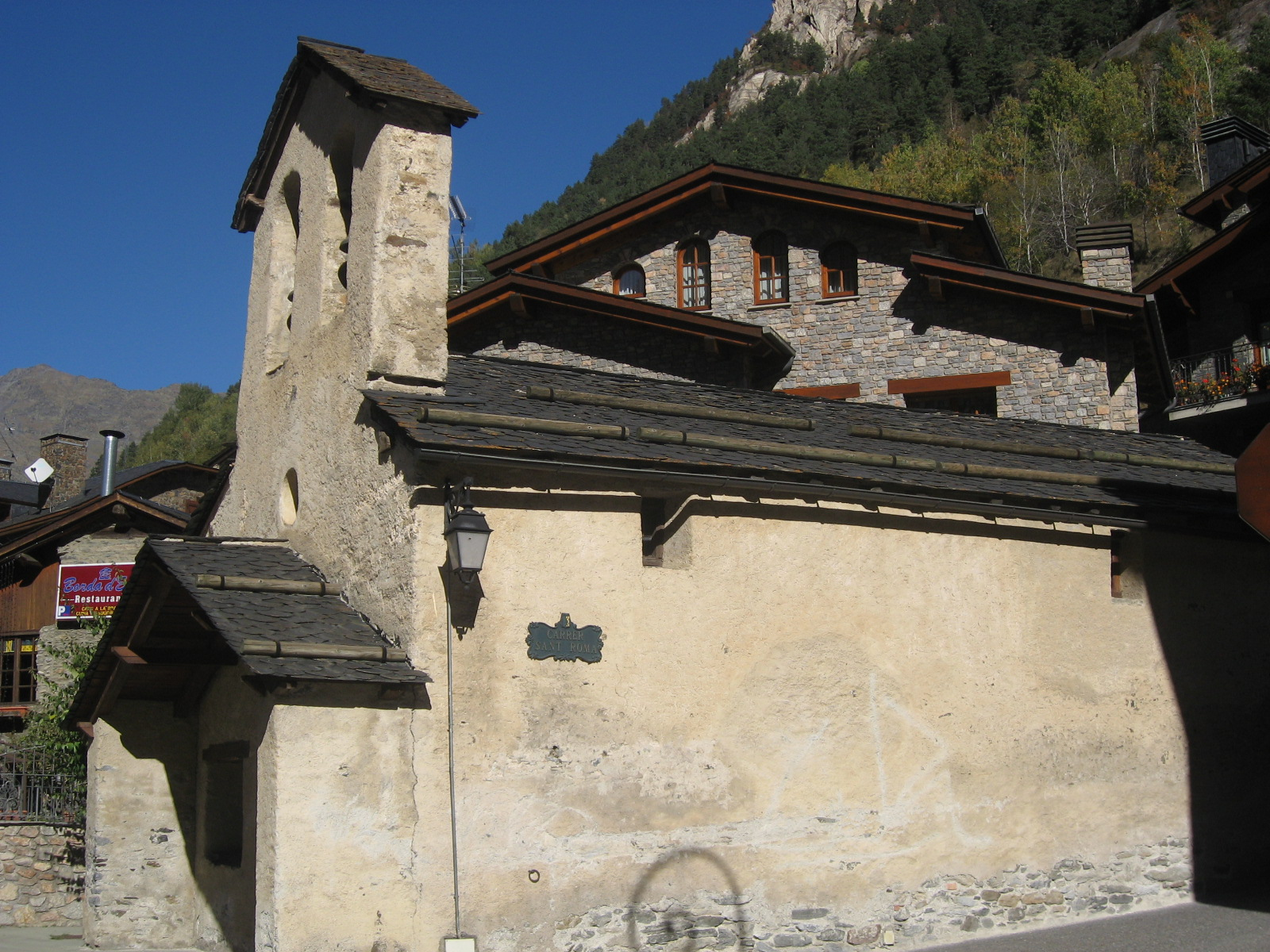
Église Sant Romà d'Erts
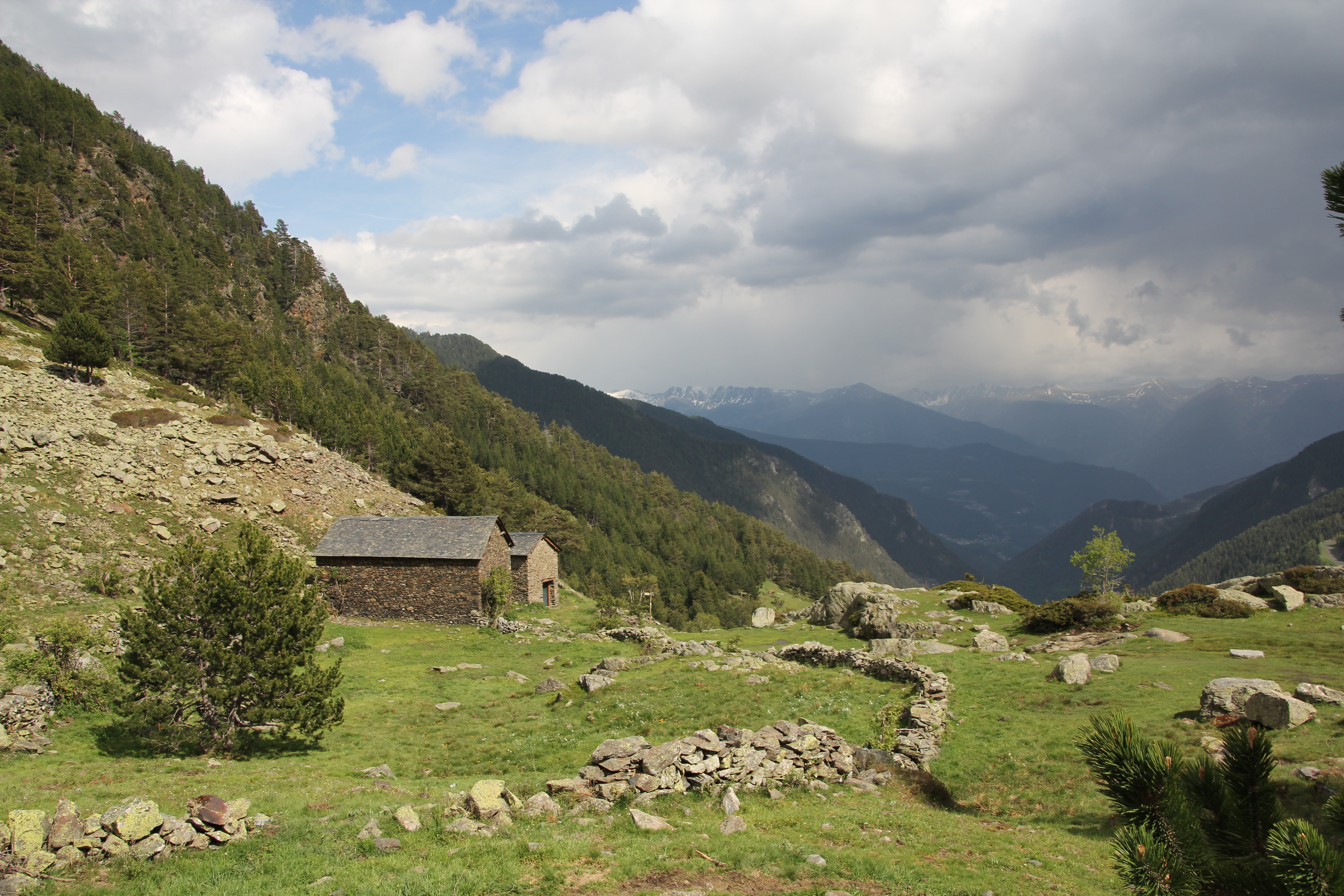
Parc naturel des vallées du Coma Pedrosa

## Démographie
La population d'Erts était estimée en 1838 à 50 habitants et à 70 habitants en 1875.

### Époque contemporaine
| 1984 | 1985 | 1986 | 1987 | 1988 | 1989 | 1990 | 1991 | 1992 |
| ---- | ---- | ---- | ---- | ---- | ---- | ---- | ---- | ---- |
| 105  | 122  | 130  | 140  | 156  | 172  | 203  | 240  | 263  |

| 1993 | 1994 | 1995 | 1996 | 1997 | 1998 | 1999 | 2000 | 2001 |
| ---- | ---- | ---- | ---- | ---- | ---- | ---- | ---- | ---- |
| 264  | 242  | 240  | 262  | 257  | 284  | 281  | 261  | 256  |

| 2002 | 2003 | 2004 | 2005 | 2006 | 2007 | 2008 | 2009 | 2010 |
| ---- | ---- | ---- | ---- | ---- | ---- | ---- | ---- | ---- |
| 273  | 289  | 368  | 376  | 388  | 391  | 387  | 407  | 421  |

| 2011 | 2012 | 2013 | 2014 | 2015 | 2016 | 2017 | - | - |
| ---- | ---- | ---- | ---- | ---- | ---- | ---- | - | - |
| 425  | 445  | 413  | 454  | 473  | 494  | 529  | - | - |